# HMS Wager (R98)
HMS Wager (R98/D298) là một tàu khu trục lớp W được Hải quân Hoàng gia Anh Quốc chế tạo trong Chương trình Khẩn cấp Chiến tranh của Chiến tranh Thế giới thứ hai. Sống sót qua cuộc xung đột, nó được đưa về dự bị năm 1946 trước khi được bán cho Hải quân Nam Tư năm 1956 để phục vụ như là chiếc Pula (R22), được cho ngừng hoạt động và bị tháo dỡ năm 1971.

## Thiết kế và chế tạo
Wager được đặt hàng vào ngày 3 tháng 12 năm 1941 như một phần của Chi hạm đội Khẩn cấp 9, và được chế tạo tại xưởng tàu của hãng John Brown and Company ở Clydebank. Nó được hạ thủy vào ngày 1 tháng 11 năm 1943 và nhập biên chế cùng Hải quân Hoàng gia Anh vào ngày 14 tháng 4 năm 1944.

## Lịch sử hoạt động

### Chiến tranh Thế giới thứ hai
Sau khi được đưa vào hoạt động và hoàn tất huấn luyện, Wager được phân về Chi hạm đội Khu trục 27, và thoạt tiên được bố trí hộ tống các tàu chiến của Hạm đội Nhà. Nó trải qua tháng 7 năm 1944 được tái trang bị, trước khi lên đường vào tháng 8 để gia nhập Hạm đội Đông tại Ceylon. Nó tiếp tục đảm nhận vai trò hộ tống cho các đơn vị chủ lực của hạm đội, bao gồm tàu sân bay Indomitable.
Wager sau đó tham gia các hoạt động hộ tống khác trong tháng 1 năm 1945, bảo vệ các đơn vị hạm đội trong Chiến dịch Meridian, trước khi lên đường đi Fremantle, Australia vào cuối tháng đó cùng các con tàu thuộc Lực lượng Đặc nhiệm 63. Họ đến nơi vào ngày 4 tháng 2, trước khi khởi hành đi Sydney, nơi họ tham gia các cuộc thực tập cùng các đơn vị Hải quân Hoa Kỳ. Họ lên đường vào ngày 28 tháng 2 để gia nhập Hạm đội Thái Bình Dương tại căn cứ tiền phương của đơn vị ở Manus thuộc quần đảo Admiralty. Được đổi tên thành Lực lượng Đặc nhiệm 113, đơn vị này làm nhiệm vụ bảo vệ suốt tháng 3 trước khi được phối thuộc cùng Đệ Ngũ hạm đội Hoa Kỳ vào ngày 22 tháng 3. Chiếc tàu khu trục tiếp tục trực chiến trong suốt tháng 4 trước khi lên đường quay về căn cứ tiền phương của Hoa Kỳ tại Leyte, đến nơi vào ngày 20 tháng 4.
Vào ngày 4 tháng 5, Wager lên đường đi Sydney, Australia, nơi nó được tái trang bị trong tháng 6. Con tàu sau đó được chuyển sang phối thuộc cùng Đệ Tam hạm đội Hoa Kỳ, và đã có mặt trong vịnh Tokyo vào lúc lễ ký kết văn kiện Nhật Bản đầu hàng diễn ra bên trên thiết giáp hạm Missouri (BB-63) vào ngày 2 tháng 9 năm 1945.

### Sau chiến tranh
Wager tiếp tục hoạt động cùng Hạm đội Thái Bình Dương, đặt căn cứ tại Hong Kong cho đến tháng 12. Nó quay trở về Portsmouth vào tháng 1 năm 1946 và được đưa về hạm đội dự bị trong hai năm trước khi được chuyển đến Simonstown, Nam Phi. Con tàu quay trở về Anh vào năm 1955 trước khi được đưa vào danh sách loại bỏ.

### Chuyển cho Hải quân Nam Tư
Wager và tàu chị em Kempenfelt (R03) được bán cho Hải quân Nam Tư vào năm 1956, và được kéo đến Nam Tư để tái trang bị vào tháng 10. Con tàu được đổi tên thành R-22 Pula và tái biên chế vào cuối năm 1959. Nó phục vụ cho đến khi xuất biên chế và bị tháo dỡ vào năm 1971.